# Esquirol nan de Sulawesi
L'esquirol nan de Sulawesi (Prosciurillus leucomus) és una espècie de rosegador de la família dels esciúrids. És endèmic d'Indonèsia, on viu a altituds d'entre 0 i 1.700 msnm a la península septentrional de Cèlebes i l'illa adjacent de Lembeh. El seu hàbitat natural són les selves tropicals perennifòlies i els boscos montans perennifolis. Es tracta d'un animal diürn que probablement consumeix fruita i insectes que troba al dosser. Està amenaçat per la desforestació provocada per l'agricultura a petita escala i la tala d'arbres. El seu nom específic, leucomus, significa ‘espatlla blanca’ en llatí.